# Hiroki Yamada (calciatore)
Hiroki Yamada (Shizuoka, 27 dicembre 1988) è un ex calciatore giapponese, di ruolo centrocampista.

## Palmarès

### Club

#### Competizioni nazionali
- Coppa J. League: 1

Júbilo Iwata: 2010
- J2 League: 1

Júbilo Iwata: 2021

#### Competizioni internazionali
- Coppa Suruga Bank: 1

Júbilo Iwata: 2011

### Nazionale
- Universiadi:   1

Belgrado 2009
- Coppa dell'Asia orientale: 1

2013